# Stefan (Rudyk)
Stefan, imię świeckie Stepan Rudyk (ur. 27 grudnia 1891 w Majdanie Lipowieckim, zm. 26 marca 1969 w Warszawie) – czwarty metropolita warszawski i całej Polski, zwierzchnik Polskiego Autokefalicznego Kościoła Prawosławnego (PAKP) w latach 1965–1969. Z pochodzenia Ukrainiec.
Absolwent seminarium duchownego w Orle. Od 1922 do 1939 pełnił obowiązki proboszcza różnych prawosławnych parafii przeznaczonych dla polskich żołnierzy tego wyznania. Po kampanii wrześniowej wycofał się razem z wojskami polskimi do Rumunii i został tam internowany. W 1941 został kapelanem oflagu w Dorsten. Dzięki interwencji Międzynarodowego Czerwonego Krzyża umożliwiono mu zamieszkanie w Berlinie, a po dwóch latach – przyjazd do okupowanej Łodzi. W mieście tym przez dziesięć lat służył w soborze św. Aleksandra Newskiego. W 1953 został wyświęcony na biskupa wrocławskiego i szczecińskiego, którą to godność pełnił przez osiem lat. Następnie od 1961 do 1965 był biskupem białostockim i gdańskim, po czym sobór biskupów PAKP wybrał go na zwierzchnika PAKP.
Stojąc na czele Kościoła, metropolita Stefan kontynuował działania na rzecz nawracania na prawosławie ludności wyznania greckokatolickiego. Ponownie nawiązał również kontakty z innymi Kościołami autokefalicznymi, był wiceprzewodniczącym Polskiej Rady Ekumenicznej.

## Życiorys

### Przed II wojną światową
Urodził się w Majdanie Lipowieckim w powiecie jaworowskim w ukraińskiej rodzinie chłopskiej wyznania greckokatolickiego, był synem Piotra Rudyka i Anny zd. Troper. Jego ojciec był moskalofilem i z tego powodu został w czasie I wojny światowej internowany przez władze austriackie w obozie Talerhof koło Grazu, gdzie zmarł.
W 1911 Stepan Rudyk ukończył naukę w gimnazjum we Lwowie, po czym wyjechał do Rosji, gdzie rozpoczął naukę w prawosławnym Wołyńskim Seminarium Duchownym w Żytomierzu. Następnie przeniósł się do seminarium duchownego w Orle, które ukończył w 1915. Ożenił się z Julianną Czornij. 3 maja 1915 przyjął święcenia kapłańskie od biskupa krzemienieckiego Dionizego (Waledyńskiego) i został mianowany wikariuszem parafii św. Mikołaja w Krzemieńcu. W tym samym miesiącu jeszcze objął probostwo w Ponikowicy Małej w powiecie brodzkim, jako jeden z prawosławnych misjonarzy biskupa chełmskiego Eulogiusza. Po ewakuacji wojsk rosyjskich w październiku 1915 pełnił posługę kapłańską wśród uchodźców w kolonii Nowiny w powiecie nowogródzko-wołyńskim. W sierpniu 1918 został mianowany proboszczem w Moskalówce w powiecie płoskirowskim, skąd w październiku 1921 przeszedł do Podzamcza w powiecie krzemienieckim.
25 sierpnia 1922 został przyjęty do Wojska Polskiego w charakterze urzędnika wojskowego IX rangi. 8 stycznia 1924 został zatwierdzony w stopniu kapelana rezerwy w duchowieństwie wojskowym wyznania prawosławnego i pozostawiony w służbie czynnej. Jego pierwszą parafią była wojskowa parafia św. Mikołaja w Toruniu. Ks. Stepan Rudyk zaangażował się w jej tworzenie, jak również w życie miejscowej społeczności rosyjskiej. Jego aktywność na rzecz Rosjan wzbudziła zastrzeżenia polskich władz wojskowych i doprowadziła w 1927 do przeniesienia go do Grudziądza. Następnie duchowny służył w prawosławnych parafiach wojskowych w Katowicach (1927–1936) i Krakowie (1936–1939). Na stopień starszego kapelana został mianowany ze starszeństwem z 19 marca 1938 i 1. lokatą w duchowieństwie wojskowym wyznania prawosławnego. W marcu 1939 był szefem duszpasterstwa prawosławnego Okręgu Korpusu Nr I.

### II wojna światowa i lata powojenne
Po wybuchu II wojny światowej, we wrześniu 1939, w wyniku nalotu bombowego na wojskowy szpital w Warszawie zginęła jego żona. Ks. Rudyk wycofał się razem z wojskami polskimi do Rumunii i został tam internowany. Przebywał w obozach Călimănești i Târgu Jiu. Następnie w 1941 został wydany Niemcom i przeniesiony do oflagu VI E w Dorsten w Westfalii w charakterze kapelana. Dzięki interwencji osieroconych synów ks. Rudyka, wspartych przez Międzynarodowy Czerwony Krzyż, otrzymał w lutym 1942 zgodę na opuszczenie obozu i zezwolenie na zamieszkanie w Berlinie jako wikariusz parafii przy soborze Zmartwychwstania Chrystusa w Berlinie, należącym do eparchii berlińskiej i niemieckiej Rosyjskiego Kościoła Prawosławnego poza granicami Rosji. Do Warszawy, na teren Generalnego Gubernatorstwa nie mógł wrócić jako były kapelan w Wojsku Polskim.
W latach 1943–1953 ks. Rudyk mieszkał w Łodzi, gdzie pełnił funkcje proboszcza parafii przy cerkwi św. Aleksandra Newskiego. W 1943 uratował przed konfiskatą dzwony soboru, zamurowując je na wieży cerkwi. Dzwony te zostały przywrócone do użytku liturgicznego po wyzwoleniu Łodzi. Jako kapłan-wdowiec złożył w 1948 wieczyste śluby mnisze, po czym został podniesiony do godności archimandryty. Aktywnie uczestniczył w życiu rosyjskiej społeczności Łodzi. Według zachowanych akt, 27 października 1948 podpisał zobowiązanie do współpracy z UB jako tajny współpracownik „Fidelis”. Miał współpracować także z KGB.

### Biskup
9 grudnia 1952 metropolita warszawski i całej Polski Makary (Oksijuk) przedstawił soborowi biskupów Polskiego Autokefalicznego Kościoła Prawosławnego trzy kandydatury duchownych do przyjęcia chirotonii biskupiej i objęcia katedry wrocławskiej i szczecińskiej: ks. Mikołaja Niesłuchowskiego, ks. Jana Lewiarza oraz archimandryty Stefana (Rudyka). Spośród przedstawionych propozycji biskupi wybrali właśnie archimandrytę Stefana.
Chirotonia archimandryty Stefana odbyła się 22 marca 1953 w katedrze metropolitalnej w Warszawie. Aktu chirotonii dokonali metropolita warszawski i całej Polski Makary, arcybiskup białostocki i gdański Tymoteusz (Szretter) oraz biskup łódzki i poznański Jerzy (Korenistow). Oceniając w tym samym roku stan obejmowanej diecezji, biskup opisywał sytuację jako trudną, przede wszystkim z powodu braku dostatecznej liczby duchownych.
W 1958 biskup Stefan stanął na czele powołanego przez PAKP Komitetu Misyjnego, którego celem miało być nawracanie ludności ukraińskiej wyznania greckokatolickiego na prawosławie. Szczególne starania czynił również na rzecz organizacji nauki religii dla dzieci i młodzieży, na terenie poszczególnych parafii. Zdaniem Piotra Gerenta nie należy przeceniać rozmiarów tejże misji. Nie dochodziło bowiem do przypadków zmuszania grekokatolików do przyjmowania prawosławia, zaś w ówczesnej rzeczywistości politycznej ludność ukraińska i łemkowska na zachodzie Polski miała wybór jedynie między katolicyzmem obrządku łacińskiego i prawosławiem. Działania Komitetu Misyjnego objęły także Podkarpacie, gdzie Urząd ds. Wyznań postanowił przekazywać prawosławnym dawne greckokatolickie świątynie, także w miejscowościach, do których po 1956 wrócili grekokatolicy. Wierni ci w zamyśle władz polskich mieli przejść do PAKP. Koordynacją działań Komitetu Misyjnego na Podkarpaciu zajmował się ks. Jan Lewiarz.
W 1961 podniesiony do godności arcybiskupa, jednocześnie został przeniesiony do diecezji białostocko-gdańskiej.
Według zachowanych dokumentów, w 1963 SB dopuszczała możliwość skierowania go do ZSRR w celu rozpracowywania osób, którymi interesowało się KGB. Rok później wskazano go jako jednego z najcenniejszych tajnych współpracowników SB spośród zwerbowanych do współpracy polskich duchownych prawosławnych. W 1966, gdy był już metropolitą warszawskim i całej Polski, został opisany jako tajny współpracownik „niewykorzystywany ze względu na zajmowane stanowisko”.

#### Metropolita warszawski i całej Polski
26 maja 1965 został wybrany na metropolitę warszawskiego i całej Polski. Wybór ten został dokonany po trzech latach od śmierci jego poprzednika na katedrze warszawskiej, metropolity Tymoteusza. Fakt, iż Polski Autokefaliczny Kościół Prawosławny przez trzy lata nie posiadał zwierzchnika wynikał z postawy władz państwowych, które nie dopuszczały do dokonania chirotonii czwartego hierarchy i uzyskania tym samym kanonicznie wymaganej liczby biskupów w Kościele autokefalicznym. Dopiero w 1964 władze pozwoliły na wyświęcenie czwartego biskupa – ks. Mikołaja Niesłuchowskiego, który przyjął imię zakonne Nikanor.
Według informacji Rzeczypospolitej o wyborze arcybiskupa Stefana na metropolitę zdecydowało poparcie dla jego kandydatury ze strony władz państwowych, które nie dopuściły do objęcia zwierzchnictwa w PAKP przez pełniącego obowiązki (locum tenens) metropolii warszawskiej od 1962 do 1965 arcybiskupa Jerzego (Korenistowa) z powodu jego antykomunistycznych poglądów. Stefan (Rudyk) został uznany za jedynego możliwego dla komunistów kandydata na metropolitę, gdyż posiadał doświadczenie w pracy kościelnej oraz wykazywał się całkowitą lojalnością wobec władz. Jego wybór został pozytywnie przyjęty przez wiernych PAKP.
Na początku sprawowania przez niego urzędu stosunki między Kościołami katolickim i prawosławnym w Polsce zdecydowanie się pogorszyły. Hierarchia prawosławna, pod wyraźnym wpływem Urzędu ds. Wyznań, razem z władzami państwowymi skrytykowała bowiem list polskiego episkopatu do biskupów niemieckich. Podczas prawosławnych uroczystości tysiąclecia państwa polskiego 22 lipca 1966 w soborze św. Marii Magdaleny wygłosił mowę, w której dziękował władzom PRL za przyniesienie polskim prawosławnym prawdziwej wolności. W okresie kierowania przez niego PAKP Kościół negatywnie odnosił się do możliwości nawiązania bliższego dialogu ekumenicznego z Kościołem rzymskokatolickim i sceptycznie oceniał efekty oraz deklaracje Soboru Watykańskiego II.
Jako metropolita utworzył fundusz socjalny duchowieństwa, a także rozpoczął prace nad nowym statutem wewnętrznym PAKP (ukończone już po jego śmierci, w 1970). Zainicjował remont soboru metropolitalnego w Warszawie oraz kilkudziesięciu innych świątyń prawosławnych na terenie Polski. Kontynuował działalność na rzecz rozwijania struktur prawosławnych w województwie rzeszowskim, nie zdołał jednak przejąć na potrzeby PAKP dawnego greckokatolickiego soboru w Przemyślu ani utworzyć odrębnej diecezji obejmującej Podkarpacie. Działania te, oprócz zapewniania opieki duszpasterskiej ludności prawosławnej, stanowiły również kontynuację jego wcześniejszych starań na rzecz nawrócenia na tę religię grekokatolików. Centrum prawosławnej misji na Rzeszowszczyźnie pozostawał Sanok.

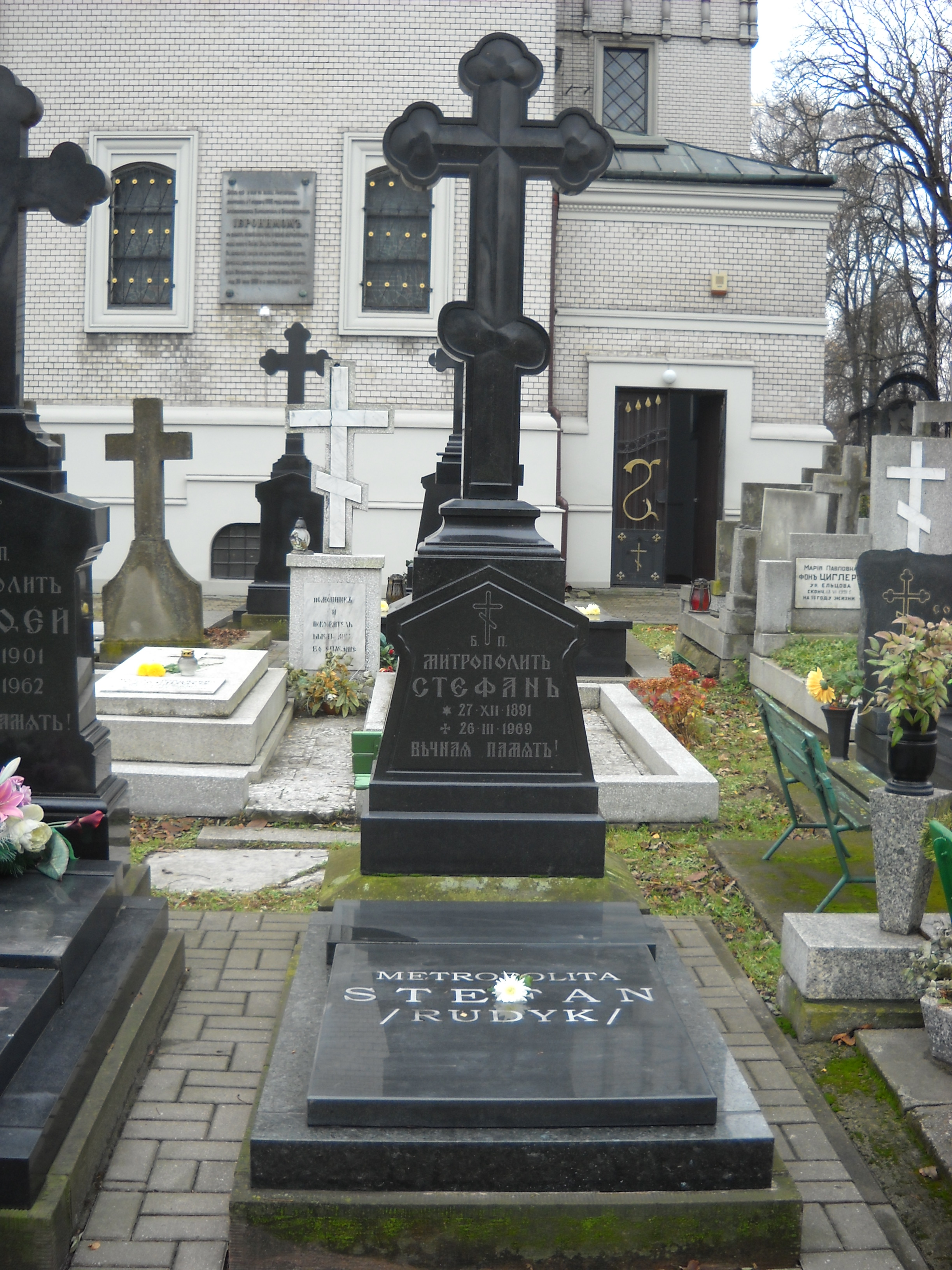
Grób metropolity Stefana na cmentarzu prawosławnym na warszawskiej Woli

W 1966, w ramach porządkowania spraw personalnych, metropolita Stefan odwołał z miejscowej parafii Trójcy Świętej kierującego nią od ośmiu lat ks. Jana Lewiarza, stawiając mu szereg zarzutów natury organizacyjnej i osobistej. Nie wycofał się z nich nawet wtedy, gdy za pozostaniem duchownego na Rzeszowszczyźnie opowiedział się Urząd ds. Wyznań.
Szczególną uwagę poświęcał nadzorowi nad życiem parafialnym; regularnie dokonywał osobistych wizytacji w parafiach, organizował dekanalne i diecezjalne konferencje duchowieństwa, które miały podnieść jego poziom duchowy i dyscyplinę. Wprowadził również obowiązek odbycia po przyjęciu święceń kapłańskich praktyki duszpasterskiej w soborze w Warszawie.
W czasie sprawowania przez niego godności metropolity warszawskiego i całej Polski PAKP ponownie nawiązał szersze kontakty z innymi autokefalicznymi Kościołami prawosławnymi. Stefan (Rudyk) wziął również udział w przygotowaniach do soboru panprawosławnego. Odbył wiele podróży zagranicznych, pełnił też funkcję wiceprzewodniczącego Polskiej Rady Ekumenicznej.
Zmarł nagle 26 marca 1969 w Warszawie. Poprzedniego dnia, w święto Zwiastowania, odsłużył Świętą Liturgię w soborze metropolitalnym w Warszawie. Wieczorem zaczął skarżyć się na ból. Następnego dnia rano czuł się lepiej i podjął zwykłą pracę w kancelarii metropolitalnej, po czym udał się do szpitala, gdzie został skierowany na operację przepukliny. W czasie przygotowań do niej doznał zawału serca i mimo natychmiastowej pomocy lekarskiej zmarł w szpitalu przy ul. Brzeskiej w Warszawie.
Pochowany na cmentarzu prawosławnym na warszawskiej Woli.
Jego kuzynem był biskup Pantelejmon (Rudyk). Stefan (Rudyk) biegle posługiwał się językami ukraińskim, rosyjskim i rumuńskim.